# Belang Wetan
Belang Wetan is een bestuurslaag in het regentschap Klaten van de provincie Midden-Java, Indonesië. Belang Wetan telt 8291 inwoners (volkstelling 2010).